# アンティパトロス

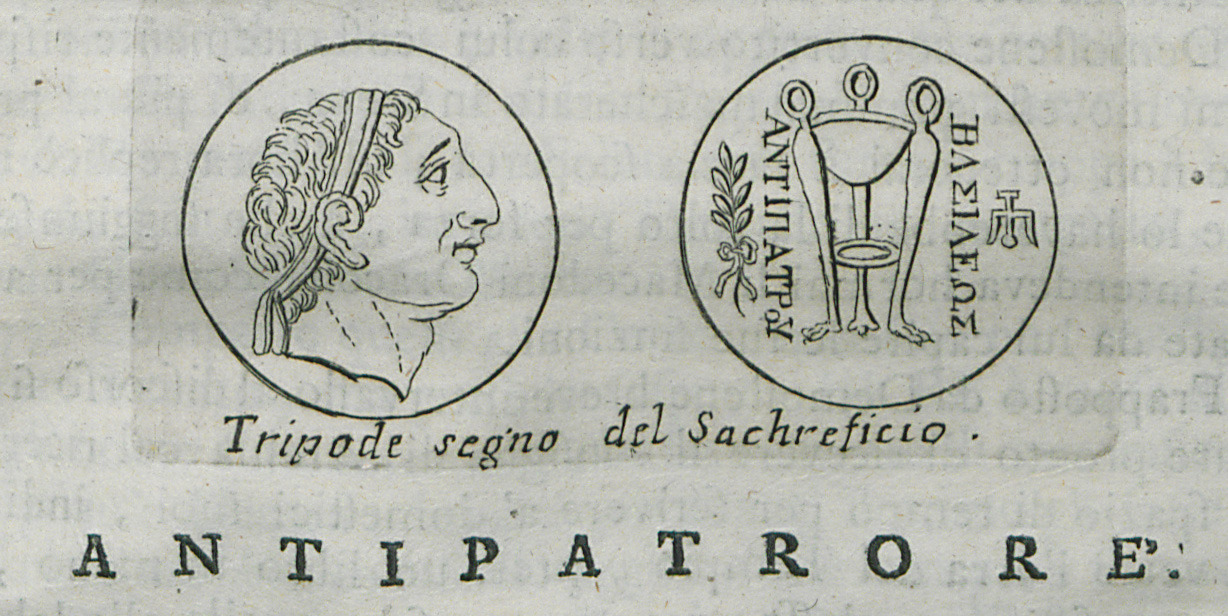
アンティパトロス

アンティパトロス（ギリシャ語: Ἀντίπατρος, ラテン文字転写: Antípatros、紀元前397年 - 紀元前319年）は、ピリッポス2世とアレクサンドロス3世に仕えたマケドニアの将軍である。

## ピリッポスの下で
アンティパトロスはピリッポス2世の下で主にギリシア諸国との外交、行政面で働き、王を補佐していた。ピリッポスがトラキア、テッサリアへ遠征していた間はアンティパトロスが国を取り仕切っており、紀元前342年の秋にはマケドニアが紀元前346年に加盟したアンピクティオン同盟に王の代理としてデルポイに赴いた。
紀元前338年のカイロネイアの戦いでのマケドニアの勝利の後、アンティパトロスはアテナイへ講和の交渉と戦死者の亡骸を返すために大使として派遣された（紀元前337年 - 紀元前336年）。

## アレクサンドロスの下で
紀元前336年にピリッポスが暗殺され、その息子のアレクサンドロス3世が王位に就くと、アンティパトロスは20歳の若い王を支えた。アレクサンドロスの東征の際、アンティパトロスはマケドニア本国に残り、王国の統治、反乱の種のくすぶっていたギリシアを任された。
紀元前333年にペルシアの小アジア総司令官メムノンがエーゲ海からの反攻作戦を計画し、アンティパトロスはそれに備えて部下のプロテアスにエウボイアやペロポネソスから軍船を集めさせた。しかし、メムノンの急死によってペルシアの反攻作戦は立ち消えになった。
また、王の留守を狙って紀元前332年にトラキアのメムノン（ペルシアの将軍のメムノンとは別人）が、紀元前331年にスパルタ王アギス3世がマケドニアに対して反乱を起こした。アンティパトロスは二正面作戦を避けるためにメムノンを許し、アギスと戦った。紀元前331年、アンティパトロスはメガロポリスの戦いでアギスを破り、反乱を鎮圧した。そして、彼自身のアギスへの勝利、エピロス王アレクサンドロス1世のイタリア遠征の失敗、トラキアでの将軍ゾピュリオンの敗死などを手紙で王に報告した。同年にアンティパトロスは東征軍へと増援部隊を送った。
アンティパトロスはアレクサンドロスの母オリュンピアスとは当初は友好的な関係で、アレクサンドロスは実は彼の子だという噂が流れるほどであったが、この気の強い王母との関係は徐々に悪化した。現に、東征の間、アンティパトロスとオリュンピアスはアレクサンドロスへと互いを中傷する手紙を書き送っている。
紀元前323年、アレクサンドロスはアンティパトロスに新兵をアジアまで率いてくるように命じ、その一方でクラテロスにベテラン兵たちを本国へ返し、アンティパトロスの地位を引き継ぐよう命じた。しかし、摂政位の交代は王の死によりなされることはなかった。アレクサンドロスの死は一般的にはマラリアによる病死とされるが、ユスティヌスによれば、王に親しい友人たちを殺され、ギリシアでの勝利のために王から疎まれ、さらにオリュンピアスの中傷を受けていたアンティパトロスが、王の執事をしていた息子のカッサンドロスに命じ、王に毒をもって暗殺させたという。アッリアノスによれば、その毒はアリストテレスの調合したものであったという。

## 大王の死後
アレクサンドロスの死後、バビロン会議でマケドニアの実権を握ったペルディッカスはアンティパトロスにマケドニア本国およびギリシアの支配権を認め、ペルディッカスを含む他の重臣らと共同で未だ生まれぬアレクサンドロスとロクサネの子（後のアレクサンドロス4世）の暫定的な後見人となった。
紀元前322年、アンティパトロスはアレクサンドロスの死に乗じたアテナイ、アイトリア、そしてテッサリアの反乱（ラミア戦争）に遭った。緒戦で反乱軍に敗れた彼はラミアに包囲されたが、レオンナトス、クラテロスの助けを借りつつ、クランノンで敵を破り、反乱を鎮圧した。
その後、ペルディッカスがアンティパトロスの娘との婚約を破棄し、オリュンピアスの娘と結婚したり、彼が帝国の全支配者になろうとしているとの知らせを受けるなどしたため、次第にアンティパトロスと他の将軍たちはペルディッカスと対立していき、アンティパトロスはクラテロス、プトレマイオスらと共に反ペルディッカス同盟を組み、戦争となった。
紀元前321年に遠征先のエジプトでペルディッカスが部下に暗殺されると、残ったディアドコイによりトリパラディソスの軍会が開かれ、帝国領と地位の再分配が行われた。この会議でアンティパトロスは帝国摂政となって会議を主導し、アレクサンドロスの遺児アレクサンドロス4世とアレクサンドロスの兄弟のピリッポス3世の後見人としてギリシアを支配するに到った。
紀元前320年、トリパラディソスの軍会でペルディッカス派として討伐の対象となり、アンティゴノスによってカッパドキアのノラに包囲されたエウメネスはアンティパトロスに救援を求める要請をした。そこでアンティパトロスは本来は敵のはずのエウメネスのために援軍を送り、アンティゴノスに包囲を諦めさせた。ここにはアジアの総司令官となり、強大化してきたアンティゴノスへの警戒心があり、その対抗馬としてエウメネスを温存するという意図があったのかもしれない。
その後、アンティパトロスは病を患って職を辞し、やがて死んだ。その際、彼は自身の地位を老将ポリュペルコンに譲った。しかし、この人事は後の混乱の元となる不味いものであった。というのも、我こそは父の地位を継ぐものと思っていたカッサンドロスはその人事に不満を抱き、アンティゴノスと組んでポリュペルコンに対峙し、新たな戦争の火種となったからである。

## 註
1. ↑  ユスティヌス, IX. 4
2. ↑  アッリアノス, I. 11
3. ↑  ibid, II. 2
4. ↑  ユスティヌス, XII. 1
5. ↑  アッリアノス, III. 5
6. 1 2  ibid, VII. 12
7. ↑  ユスティヌス, XII. 12
8. ↑  ユスティヌス, XII. 14
9. ↑  アッリアノス, VII. 27
10. ↑  ユスティヌス, XIII. 2, 4
11. ↑  ibid, XIII. 6
12. ↑  ibid, XIV. 2